# Egzotyka (album)
Egzotyka – drugi album studyjny polskiego rapera Quebonafide. Wydawnictwo ukazało się 9 czerwca 2017 roku nakładem należącej do rapera oficyny QueQuality.
Produkcji nagrań podjęli się: Sherlock, Teken, Gibbs, SoDrumatic, FORXST, Wrotas LiveView, Jorge Méndez, ka-meal & boobieboi, Deemz, The Returners, Foux, Wezyr. Z kolei wśród gości na płycie znaleźli się: Czesław Mozil, iFani, KRS-One, Solar, Wac Toja, Young Lungs. Natomiast scratche wykonali: związany z zespołem Polskie Karate – DJ Flip oraz twórca solowy – DJ Ike. Ponadto na dodatkowych płytach dodawanych w przedsprzedaży gościnnie udzielili się: Białas, Eripe, Klaudia Szafrańska, Paluch, PlanBe, ReTo, Szopeen oraz Young Igi.
Jest to koncepcyjny album, każdy z 14 utworów inspirowany jest innym miejscem na Ziemi. W warstwie tekstowej każdy z utworów porusza tematy związane z kulturą i problemami społecznymi danego kraju, a niektóre z utworów zostały nagrane z udziałem lokalnych muzyków. 
W przedsprzedaży do zamówionego albumu, zależnie od płci, był dołączany bezpłatny minialbum – dla mężczyzn „Dla fanów Eklektyki”, zaś dla kobiet „Dla fanek Euforii”, a także (dla wszystkich) płyta DVD z teledyskami. Jedna z płyt zawierała bilet na wspólną podróż wraz z raperem oraz jego ekipą do jednego z krajów Afryki.
Album zadebiutował na 1. miejscu polskiej listy przebojów – OLiS i utrzymywał się na niej przez 51 tygodni. Album już w przedsprzedaży zamówiło 30 tys., tym samym album przed premierą uzyskał status platynowy. Do listopada 2018 roku płyta rozeszła się w ponad 90 tys. egzemplarzy zdobywając status potrójnej platyny. Album był najlepiej sprzedającą się płytą w Polsce w 2017 roku. Album 2 października 2019 roku przekroczył 150 tys. sprzedanych egzemplarzy i otrzymał status diamentowej płyty.
Wszystkie utwory pojawiły się z nagranymi teledyskami w serwisie YouTube przed premierą albumu.

## Nagrody i wyróżnienia
| Rok  | Kategoria                         | Nagroda/Konkurs         | Nota       | Źródło |
| ---- | --------------------------------- | ----------------------- | ---------- | ------ |
| 2017 | Najpopularniejsze polskie albumy  | Statystyki Spotify      | Nominacja  | [ 28 ] |
| 2017 | Najpopularniejsze albumy w Polsce | Statystyki Spotify      | Nominacja  | [ 28 ] |
| 2018 | Najlepsza Polska Muzyka           | Bestsellery Empiku 2017 | Nominacja  | [ 29 ] |
| 2018 | 10 najlepszych polskich płyt      | Newonce.net             | 2. miejsce | [ 30 ] |
| 2018 | Płyta roku                        | Ślizgery 2017           | Nominacja  | [ 31 ] |

## Lista utworów
Opracowano na podstawie materiału źródłowego.
| Nr  | Tytuł utworu                              | Tekst                                           | Producent           | Długość |
| --- | ----------------------------------------- | ----------------------------------------------- | ------------------- | ------- |
| 1.  | „Oh My Buddha (gościnnie DJ Flip)”        | Kuba Grabowski                                  | Sherlock            | 3:28    |
| 2.  | „Quebahombre”                             | K. Grabowski                                    | Teken               | 4:17    |
| 3.  | „Szejk”                                   | K. Grabowski                                    | Teken               | 4:37    |
| 4.  | „Bollywood (gościnnie Czesław Mozil)”     | K. Grabowski                                    | Gibbs               | 4:31    |
| 5.  | „Luís Nazário de Lima (gościnnie DJ Ike)” | K. Grabowski                                    | SoDrumatic          | 3:14    |
| 6.  | „Madagaskar”                              | K. Grabowski                                    | FORXST              | 2:51    |
| 7.  | „Changa (gościnnie iFani)”                | K. Grabowski · Mzayifani Boltina                | FORXST              | 3:54    |
| 8.  | „C'est la Vie”                            | K. Grabowski                                    | Wrotas LifeView     | 4:05    |
| 9.  | „Zorza”                                   | K. Grabowski                                    | Jorge Méndez        | 2:45    |
| 10. | „Między słowami (gościnnie Young Lungs)”  | K. Grabowski                                    | Ka-meal · Boobieboi | 4:18    |
| 11. | „Arabska Noc (gościnnie Solar, Wac Toja)” | K. Grabowski · Karol Poziemski · Wacław Osiecki | Deemz               | 3:18    |
| 12. | „To nie jest hip-hop (gościnnie KRS-One)” | K. Grabowski · Lawrence Parker                  | The Returners       | 3:18    |
| 13. | „Bumerang”                                | K. Grabowski                                    | Foux                | 3:32    |
| 14. | „Odyseusz (gościnnie DJ Filip)”           | K. Grabowski                                    | Wezyr               | 4:45    |
|     |                                           |                                                 |                     | 52:53   |

| Dla Fanek Euforii EP | Dla Fanek Euforii EP                    | Dla Fanek Euforii EP                             | Dla Fanek Euforii EP | Dla Fanek Euforii EP |
| Nr                   | Tytuł utworu                            | Tekst                                            | Producent            | Długość              |
| -------------------- | --------------------------------------- | ------------------------------------------------ | -------------------- | -------------------- |
| 1.                   | „Bogini”                                | Kuba Grabowski                                   | FORXST               | 4:24                 |
| 2.                   | „Noc w noc (gościnnie PlanBe, Szopeen)” | K. Grabowski · Bartosz Krupa · Przemysław Szopny | Pham                 | 3:30                 |
| 3.                   | „Candy (gościnnie Klaudia Szafrańska)”  | K. Grabowski                                     | Deemz                | 3:18                 |
| 4.                   | „Hypebae”                               | K. Grabowski · Igor Ośmiałowski                  | Kubi Producent       | 4:00                 |
| 5.                   | „Kawa i xanax (gościnnie PlanBe)”       | K. Grabowski · Bartosz Krupa                     | NoTime               | 4:11                 |
| 6.                   | „Co jest ze mną?”                       | K. Grabowski                                     | Gedz                 | 2:54                 |
| 7.                   | „LOVE”                                  | K. Grabowski                                     | FORXST               |                      |
|                      |                                         |                                                  |                      | 22:17                |

| Dla Fanów Eklektyki EP | Dla Fanów Eklektyki EP              | Dla Fanów Eklektyki EP             | Dla Fanów Eklektyki EP | Dla Fanów Eklektyki EP |
| Nr                     | Tytuł utworu                        | Tekst                              | Producent              | Długość                |
| ---------------------- | ----------------------------------- | ---------------------------------- | ---------------------- | ---------------------- |
| 1.                     | „Znaki zapytania (gościnnie Eripe)” | Kuba Grabowski · Sebastian Głowacz | The Returners          | 4:50                   |
| 2.                     | „Pieskie życie”                     | K. Grabowski                       | Cian P                 | 3:18                   |
| 3.                     | „Half Dead (gościnnie ReTo)”        | K. Grabowski · Igor Bugajczyk      | HighTower              | 3:18                   |
| 4.                     | „ANKH (gościnnie Białas)”           | K. Grabowski · Mateusz Karaś       | Lanek                  | 4:00                   |
| 5.                     | „BDSM”                              | K. Grabowski                       | FORXST                 | 3:15                   |
| 6.                     | „Pablo (gościnnie Paluch)”          | K. Grabowski · Łukasz Paluszak     | Sergiusz               | 3:25                   |
| 7.                     | „LOVE”                              | K. Grabowski                       | FORXST                 |                        |
|                        |                                     |                                    |                        | 22:06                  |

## Sprzedaż

### Pozycje w notowaniach OLiS
OLiS jest ogólnopolskim notowaniem, tworzonym przez agencję TNS Polska na podstawie sprzedaży albumów muzycznych na nośnikach fizycznych (nie uwzględnia zatem informacji o pobraniach w formacie digital download czy odtworzeniach w serwisach streamingowych).
| Tydzień | 1  | 2  | 3  | 4  | 5  | 6  | 7  | 8  | 9  | 10 | 11 | 12 | 13 | 14 | 15 | 16 |
| ------- | -- | -- | -- | -- | -- | -- | -- | -- | -- | -- | -- | -- | -- | -- | -- | -- |
| Pozycja | 1  | 1  | 5  | 1  | 2  | 3  | 5  | 5  | 3  | 7  | 9  | 8  | 6  | 9  | 15 | 6  |
| Tydzień | 17 | 18 | 19 | 20 | 21 | 22 | 23 | 24 | 25 | 26 | 27 | 28 | 29 | 30 | 31 | 32 |
| Pozycja | 16 | 15 | 20 | 25 | 19 | 23 | 32 | 39 | 39 | 39 | 42 | 29 | 19 | 17 | 19 | 18 |
| Tydzień | 33 | 34 | 35 | 36 | 37 | 38 | 39 | 40 | 41 | 42 | 43 | 44 | 45 | 46 | 47 | 48 |
| Pozycja | 29 | 19 | 18 | 26 | 44 | 6  | 28 | 33 | 19 | 15 | 21 | 40 | 20 | 15 | 20 | 37 |
| Tydzień | 49 | 50 | 51 | 52 | 53 | 54 | 55 | 56 | 57 | 58 | 59 | 60 | 61 | 62 | 63 | 64 |
| Pozycja | 26 | 23 | 25 | 42 | 45 | 11 | 5  | 10 | 15 | 21 | 20 | 34 | 49 | 23 | 32 | 19 |
| Tydzień | 65 | 66 | 67 | 68 | 69 | 70 | 71 | 72 | 73 | 74 | 75 | 76 | 77 | 78 | 79 | 80 |
| Pozycja | 2  | 4  | 13 | 32 | 31 | 39 | 36 | 40 | 40 | 37 | 30 | 47 | 50 |    |    |    |

| Miesiąc       | Pozycja |
| ------------- | ------- |
| Czerwiec 2017 | 1       |
| Lipiec 2017   | 2       |
| Sierpień 2017 | 8       |
| Wrzesień 2017 | 10      |

| Rok  | Pozycja |
| ---- | ------- |
| 2017 | 1       |
| 2019 | 86      |

### Certyfikaty ZPAV
Certyfikaty sprzedaży są wystawiane przez Związek Producentów Audio-Video za osiągnięcie określonej liczby sprzedanych egzemplarzy, obliczanej na podstawie kupionych kopii fizycznych i cyfrowych, a także odtworzeń w serwisach streamingowych.
| Certyfikat         | Liczba egzemplarzy | Data                 |        |
| ------------------ | ------------------ | -------------------- | ------ |
| złota płyta        | 15 000             | 14 sierpnia 2017     | [ 36 ] |
| platynowa płyta    | 30 000             | 14 sierpnia 2017     | [ 37 ] |
| 2x platynowa płyta | 60 000             | 28 lutego 2018       | [ 25 ] |
| 3x platynowa płyta | 90 000             | 24 października 2018 | [ 25 ] |
| 4x platynowa płyta | 120 000            | 12 czerwca 2019      | [ 38 ] |
| diamentowa płyta   | 150 000            | 2 października 2019  | [ 27 ] |

## Historia wydania
| Data             | Format                                      | Wytwórnia  |        |
| ---------------- | ------------------------------------------- | ---------- | ------ |
| 9 czerwca 2017   | CD · DVD · streaming · digital download     | QueQuality | [ 39 ] |
| 8 marca 2019     | winyl (Dla fanek Euforii & fanów Eklektyki) | QueQuality | [ 40 ] |
| 25 kwietnia 2019 | CD (instrumentale)                          | QueQuality | [ 41 ] |
| 19 czerwca 2019  | winyl                                       | QueQuality | [ 42 ] |

## Personel
Opracowano na podstawie materiału źródłowego.
| - Karol „Solar” Poziemski - inżynieria dźwięku, realizacja nagrań, miksowanie, mastering, gościnnie rap w utworze „Arabska noc” - Kuba „Quebonafide” Grabowski - słowa, rap - Alek Morawski - design - Alek Morawski - zdjęcia |  | - Czesław Mozil - gościnnie śpiew utworze „Bollywood” - Wacław „Wac Toja” Osiecki - gościnnie rap w utworze „Arabska noc” - Mateusz „Białas” Karaś - gościnnie rap w utworze „ANKH” - Łukasz „Paluch” Paluszak - gościnnie rap w utworze „Pablo” - Igor „ReTo” Bugajczyk - gościnnie rap w utworze „Half Dead” - Bartosz „PlanBe” Krupa - gościnnie rap w utworze „Kawa i xanax” - Klaudia Szafrańska - gościnnie śpiew w utworze „Candy” |